# Chilton Williamson, Jr.
Chilton Williamson, Jr., född 1947[källa behövs] i New York, är en amerikansk författare. 2015–2019 var han redaktör för Chronicles och tillförordnad president för Rockford Institute.

## Biografi
Williamson föddes i staden New York men flyttade till Wyoming 1979 och bodde två år i New Mexico. 1976–1989 var han litterär redaktör för National Review. 1989 började han skriva för Chronicles, där han skrev kolumnerna "The Hundredth Meridian" och "What's Wrong With the World". Williamson har även skrivit för publikationer som Catholic World Report, Harper's, The New Republic, Commonweal, The New Leader, The American Spectator och Crisis.